# Todd McClay

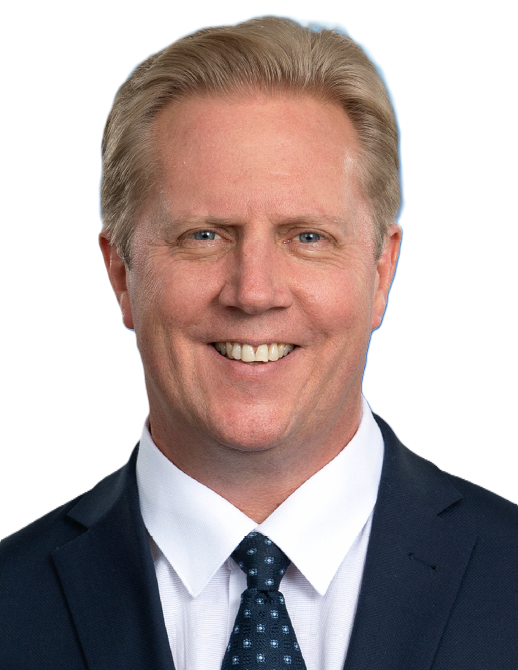
Todd McClay (2023)

Todd Michael McClay (* 22. November 1968 in Rotorua, Rotorua Lakes, Nordinsel) ist ein neuseeländischer Politiker der New Zealand National Party. Vor seiner aktiven Zeit als Politiker war er Botschafter für die Cook Islands und Niue bei der Europäischen Union.

## Leben
McClay wurde am 22. November 1968 als Sohn des früheren Politikers der National Party, Roger McClay, und seiner Frau Dawn in Rotorua geboren. Er wuchs auf in Reporoa und Taupō, wo er das Tauhara College besuchte und später das Wesley College in Pukekohe. Er gab an, dass er in seinen jungen Jahren viele verschiedene Jobs hatte und an Bildung zu der Zeit wenig Interesse zeigte. Er betätigte sich mit Autos waschen, schnitt Feuerholz im Wald und arbeitet für ein Sägewerk in der Gegend. In der Freizeit ging er zum Angeln und spielte Rugby.
McClay studierte an dem Wellington Polytechnic, das im Jahr 1999 in die Massey University integriert wurde. Er schloss dort sein Studium mit einem Bachelor of Science im Fach Politik ab und war Jahre später im Jahr 2010 dabei, den Master of Law in International Public Law abzuschließen.

## Berufliche Karriere
McClay arbeitete von 1987 bis 1989 als Stabschef für Lord Plumb im Europäischen Parlament als dieser Präsident des Parlaments und Vorsitzender der britischen Conservative Party und der irischen Fianna Fáil Partei im Parlament war. Er war in europäischen Regierungsangelegenheiten und Lobbyarbeit tätig und war seinerzeit Gründer und Geschäftsführer des Unternehmens, Political Relationship Management.
Im Jahr 2000 reiste McClay nach Cotonou in Benin, um an der Unterzeichnung eines Entwicklungs- und Handelsabkommens zwischen Europa und den Ländern Afrikas, der Karibik und der Pazifikinseln teilzunehmen. Dort kam er in Kontakt mit dem Außenminister der Cook Islands und dem Premierminister von Niue, die ihn als Botschafter für ihre Länder haben wollten. Er nahm das Angebot an und wurde deren Botschafter für die Europäische Union in Brüssel. In Anerkennung seiner Arbeit für den Inselstaat der Cook Islands wurde McClay dort 2005 zum Ehrenbürger ernannt.

## Politische Karriere
Zurück in Neuseeland engagierte sich McClay innerhalb der National Party und trat im Jahr 2008 erstmals in dem Wahlkreis Rotorua für einen Sitz im Neuseeländischen Parlament an und gewann diesen mit der absoluten Mehrheit von 52,32 % der abgegebenen Stimmen. Er gewann seinen Wahlkreis auch in den Folgejahren 2011, 2014, 2017, 2020 und 2023, im Jahr 2020 aber nur knapp.
Ergebnisse des Wahlkreises Rotorua:
| Wahljahr | Direktkandidat | Stimmen | Partei         | Stimmen |
| -------- | -------------- | ------- | -------------- | ------- |
| 2008     | Todd McClay    | 52,32 % | National Party | 50,12 % |
| 2011     | Todd McClay    | 54,68 % | National Party | 50,78 % |
| 2014     | Todd McClay    | 55,73 % | National Party | 51,87 % |
| 2017     | Todd McClay    | 52,80 % | National Party | 48,15 % |
| 2020     | Todd McClay    | 42,49 % | Labour Party   | 46,38 % |
| 2023     | Todd McClay    | 52,95 % | National Party | 41,36 % |

### Ministerämter in der Regierung Key und English
In der Regierung John Key und mit dem Wechsel zu Bill English übernahm McClay folgende Ministerämter:
| Minister                              | vom               | bis               |
| ------------------------------------- | ----------------- | ----------------- |
| Associate Minister of Health          | 11. Juni 2013     | 27. Januar 2014   |
| Minister of Revenue                   | 11. Juni 2013     | 14. Dezember 2015 |
| Associate Minister of Tourism         | 28. Januar 2014   | 6. Oktober 2014   |
| Associate Minister of Trade           | 8. Oktober 2014   | 14. Dezember 2015 |
| Associate Minister of Foreign Affairs | 8. Oktober 2014   | 20. Dezember 2016 |
| Minister for State Owned Enterprises  | 8. Oktober 2014   | 26. Oktober 2017  |
| Minister of Trade                     | 14. Dezember 2015 | 26. Oktober 2017  |

Quelle: New Zealand Parliament
Im Jahr 2017 verlor die National Party ihre Regierungsmehrheit an die New Zealand Labour Party, die unter Jacinda Ardern eine Koalitionsregierung bilden konnte. 2023 war diese Mehrheit für Labour dahin und mit dem guten Abschneiden der National Party, konnte Christopher Luxon mit seiner Partei über eine Drei-Parteien-Koalition eine Regierung bilden, deren Teil McClay mit vier Ministerämtern wurde (siehe nachfolgend).

### Ministerämter in der Regierung Luxon
Mit der Regierungsbildung vom 27. November 2023 übernahm McClay folgende Ministerämter:
| Minister                              | vom               | bis     |
| ------------------------------------- | ----------------- | ------- |
| Minister of Agriculture               | 27. November 2023 | aktuell |
| Minister of Forestry                  | 27. November 2023 | aktuell |
| Minister of Hunting and Fishing       | 27. November 2023 | aktuell |
| Minister of Trade                     | 27. November 2023 | aktuell |
| Associate Minister of Foreign Affairs | 27. November 2023 | aktuell |

Quelle: Department of the Prime Minister and Cabinet

## Privates
McClay ist seit 1994 mit seiner Frau Nadene verheiratet und hat vier Kinder.